# Ability Office
Ability Office ist ein in Deutschland und Österreich eher unbekanntes Office-Paket, das aber durchaus auf eine längere Geschichte zurückblicken kann und beispielsweise auch über Grafikfunktionen verfügt. Es wird vom Unternehmen Ability Plus Software aus London, England entwickelt und von Ability Software International weltweit vermarktet und vertrieben.

## Versionsgeschichte
- Ability 1.2 (1985)
- Ability Plus 1.0 (1987)
- Ability Plus 2.0 (1992)
- Ability Plus 3.0 (1995)
- Ability for Windows 1.5 (1995)
- Ability Office 98 (1998)
- Ability Office 2000 (2000)
- Ability Office 2002 (2002)
- Ability Office Version 4 (2004)
- Ability Office Version 5 (2008)
- Ability Office Version 6 (2012)
- Ability Office 7 (2017)
- Ability Office 8 (2018)
- Ability Office 9 (2018, nur OEM)
- Ability Office 10 / Pro 10 (2020)

## Aktuelle Version
Die aktuelle Version enthält fünf Hauptanwendungen und ist laut Hersteller kompatibel zu LibreOffice und MS Office. Außerdem kann man PDF-Dokumente erstellen und Photoshop-Dokumente einlesen.
Die Anwendungen:
- Ability Write: eine Textverarbeitung mit erweiterten Layout-Features
- Ability Spreadsheet: eine Excel-kompatible Tabellenkalkulation
- Ability Database: ein Datenmanagement-System/Datenbank (inkl. SQL-Anbindung)
- Ability Photopaint: ein Bildbearbeitungsprogramm
- Ability Photoalbum: ein Programm zur Erstellung und Verwaltung von digitalen Fotoalben
- Ability Draw: ein DTP-Programm mit Vector-Grafik
- Ability Presentation: ein Präsentationsprogramm

## Hard- und Software-Voraussetzungen
- Windows 98/ME/NT/2000/XP / Aktuelle Version Microsoft 10, 8, 7, Vista
- CPU: Pentium MMX oder höher / Aktuelle Version 1 GHz Prozessor
- Festplattenplatz: zirka 25 MB (Vollinstallation) / Aktuelle Version 150 MB Festplattenspeicher
- Arbeitsspeicher: ab 32 MB RAM (mehr ist natürlich besser) / Aktuelle Version 1 GB RAM